# E381
La ruta europea E381 és una carretera que forma part de la Xarxa de carreteres europees. Comença a Kíiv (Ucraïna) i acaba a Oriol (Rússia). Té una longitud de 591 km. Té una orientació de nord a sud.